# 伊拉克民主青年联合会
伊拉克民主青年联合会（阿拉伯语：‎）是伊拉克共产党的青年翼。该组织成立于1951年10月15日。该组织以马克思列宁主义为指导思想。该组织实行集体领导。该组织是世界民主青年联盟的成员。

## 历史
伊拉克民主青年联合会于1951年10月15日在巴格达成立。1959年6月9日至23日，该会在巴格达举行了第一次代表大会，时任中国全国青联副主席吴学谦等二人出席了代表大会。1960年10月，该会总部遭封闭，两名执委被流放。1961年4月一度被解散。后又恢复活动。